# 格尔拉
格尔拉（Gerra，又称：Girra）是巴比伦和阿卡德神话中的火神，从早期苏美尔神话中的吉比尔火神演化而来。他是安努和安图的儿子。